# Agapetus adejensis
Agapetus adejensis is een schietmot uit de familie Glossosomatidae. De soort komt voor in het Palearctisch gebied.